# Nephi
Nephi är en profet i Mormons bok. Nephi var son till Sariah och Lehi. Fadern Lehi var också en profet inom samma lära och lämnade Israel med sin hustru och sina söner efter att Gud gett honom en uppenbarelse om att de måste fly ut i vildmarken, varpå Nephi fick en uppenbarelse om att de skulle ledas till ett förlovat land. Nephi hade tre äldre bröder som hette Laman, Lemuel och Sam, och två yngre bröder som hette Jakob och Josef. Nephi föddes i Israel och ska ha varit mycket ung när familjen gav sig iväg ut i vildmarken omkring 600 f. kr. Han utsågs av Gud till att bli ledare för sina bröder då den äldste sonen Laman tvivlade på faderns uppenbarelser.
Efter åtta år i vildmarken ledde Nephi byggnationen av ett skepp och emigrerade till Amerika, där han blev grunden till ett nytt folkslag, kallat nephiterna. Nephiterna var det folk som följde honom och hans lagar och vägar på vandringen i Amerika, mestadels ättlingar till honom själv och hans bröder utom Laman och Lemuel som lämnade honom när de kommit fram till Amerika. Det folket skulle bara gå ingå äktenskap med varandra, dvs med dem som tillhörde hans kyrka.
Mormonkyrkans lära vittnar om att Nehpi fått en stor kunskap och undervisning av sin fars lärdomar, och att han skriver på ett språk, som består av "judarnas lärdom och egyptiernas språk", liksom även hans far gjorde. 

## Tiden i Israel och Lemuels dal
Nephi var fjärde och länge yngsta son till profeten Lehi, som efter en uppenbarelse predikade om att folket i Jerusalem skulle bli utplånat för att de inte omvände sig från sina synder, och om Messias ankomst. Detta ledde till att judarna hånade honom och planerade att döda honom. Exakt hur faderns lära och omvärldens förföljelser vid denna tid påverkade Nephi och de andra i familjen framgår inte i Mormons bok. Familjen var av texten att döma ekonomiskt ganska välbeställd, i alla fall framgår det att de hade dyrbarheter i guld och silver som de förvarade hemma, men de tycks inte ha haft några tjänare.
Efter att ha profeterat ett tag i Jerusalem fick Lehi en ny uppenbarelse i vilken Gud kommenterade att folket i Jerusalem ville döda honom, och sade åt honom att ta med sig sin familj ut i vildmarken, varpå hela familjen gav sig ut i vildmarken, där de slog läger vid en flod. Lehi uppkallade floden och dalen som den låg i efter sina äldsta söner Laman respektive Lemuel, av allt att döma som ett försök att muntra upp dem eftersom de vantrivdes i vildmarken och längtade hem.
Vid ungefär samma tid bad Nephi till Gud och fick en uppenbarelse som sade att faderns uppenbarelser var sanna, varpå han försökte övertyga sina bröder om det och lyckades övertyga Sam men inte Laman och Lemuel, som trodde att deras far var galen. Kort därefter fick Nephi en uppenbarelse som sade att Gud utsåg honom till styresman över sina bröder. Nephi skall vid denna tid ha varit "mycket ung, men likväl stor till växten".
Sedan skickade Lehi Nephi och hans bröder Laman, Lemuel och Sam för att hämta ett slags mässingsplåtar där deras släktträd skulle finnas inristat. Plåtarna fanns hos en mycket rik och mäktig man som hette Laban. De försökte först övertala honom att ge dem plåtarna, och sedan att köpa plåtarna för dyrbarheterna som familjen lämnat kvar i sitt hus när de gav sig av ut i vildmarken. När Laban såg deras dyrbarheter så rånade han dem emellertid på dessa och skickade folk att döda bröderna. Laman och Lemuel, som redan från början klagat över uppdraget, misströstade eftersom de visste att Laban hade en armé på över femtio soldater som han befallde över, och i sin frustration slog de Nephi och Sam med en käpp medan de gömde sig för Labans män.
Nephi övertalade dock bröderna om att de skulle göra ett till försök, och de gömde sig utanför Jerusalems stadsmurar och Nephi gick in i staden under natten. När han närmade sig Labans hus fann han Laban ligga stupfull utanför och lade märke till att denne hade ett svärd i bältet. När Nephi stod där och såg på Laban och hans svärd upplevde han att Helige Anden krävde av honom att han skulle döda Laban. Efter en viss inre kamp drog Nephi Labans svärd och högg huvudet av honom med det, varpå han tog på sig Labans kläder och gick in i huset, varefter han fick en av Labans tjänare att ge honom plåtarna.
Sedan gick Nephi och tjänaren, som hette Zoram, tillbaka till Nephis bröder utanför stadsmuren, och när Zoram såg vilka det var blev han rädd men Nephi övertalade honom att följa med dem som en av dem. Sedan gick alla fem tillbaka till Lemuels dal med plåtarna. Dessa plåtar innehöll förutom Nephis familjs släktträd även de fem Moseböckerna och mycket annat, ungefär motsvarande Gamla Testamentet till och med Jeremia.
När Lehi hade läst igenom vad som stod på plåtarna skickade han sina söner till Jerusalem igen för att omvända en man som hette Ismael och som hade fem ogifta döttrar, som Lehi ville att hans söner skulle gifta sig med. De fyra bröderna lyckades omvända Ismael, varpå han och hans hustru, fem döttrar och två söner följde med dem ut i vildmarken.
Laman, Lemuel, Ismaels söner och två av Ismaels döttrar var emellertid mycket missnöjda och ville flytta tillbaka till Jerusalem. Nephi började straffpredika mot dem, varpå Laman och Lemuel band fast honom och pratade om att lämna kvar honom att bli uppäten av vilda djur. Nephi lyckades ta sig loss, och sedan övertalade några ur Ismaels familj Laman och Lemuel att sluta använda våld mot Nephi, varpå Laman och Lemuel bad om ursäkt. Sedan fortsatte hela gruppen till Lemuels dal.
Framme i dalen fick både Lehi och Nephi olika uppenbarelser, bland annat med förutsägelser om Jesus. Sedan gifte sig Nephi och hans bröder med varsin av Ismaels döttrar som planerat, och Zoram gifte sig med den äldsta av Ismaels döttrar.

## Färden vidare från Lemuels dal
En natt efter att Nephi och hans bröder hade gift sig fick deras far Lehi en uppenbarelse om att de skulle vidare genom vildmarken, och på morgonen fann han den magiska kompassen Liahona utanför sitt tält. Sedan lämnade storfamiljen Lemuels dal och gav sig ut i vildmarken åt det håll som Liahona visade, vilket åtminstone till att börja med var sydsydostlig riktning. De befann sig nu någonstans i närheten av Röda havet.